# Zimovniki
Zimovniki (russe : Зимовники) est une localité rurale (un posyolok) dans le raïon de Zimovnikovsky, de l'oblast de Rostov, en Russie. Sa population est de 18 070 personnes (recensement 2010), pour 17 705 en 2002. C'est aussi le centre administratif du raïon de Zimovnikovsky.

## Histoire
L'histoire du village de Zimovniki a commencé en 1898. À cette époque, la construction de la ligne ferroviaire Tikhoretskaya - Tsaritsyne était en cours. Ce chemin de fer avait une gare appelée Kalmytskaya. Autour de lui, un village a commencé à se développer, qui était entouré de nombreux pasteurs (en russe, ils s'appellent Zimovniki). La gare et le village devinrent rapidement un lieu de foires, où le bétail était vendu et acheminé par chemin de fer. En 1904, la gare de Kalmytskaya a été renommée en gare de Zimovniki.
En 1924, le district de Zimovnikovsky a été créé et le village est devenu son centre administratif. Selon les données du recensement de la population de 1926, 2 885 personnes vivaient dans le village de Zimovniki, et la majorité de la population était ukrainienne ― 1 731 et russe ― 798. La population a augmenté rapidement. Selon le recensement de 1939, il y avait déjà 9 439 personnes vivant dans le village, dont 4 722 hommes et 4 717 femmes.

## Lieux d'intérêt
- Musée de l'histoire locale de Zimovniki

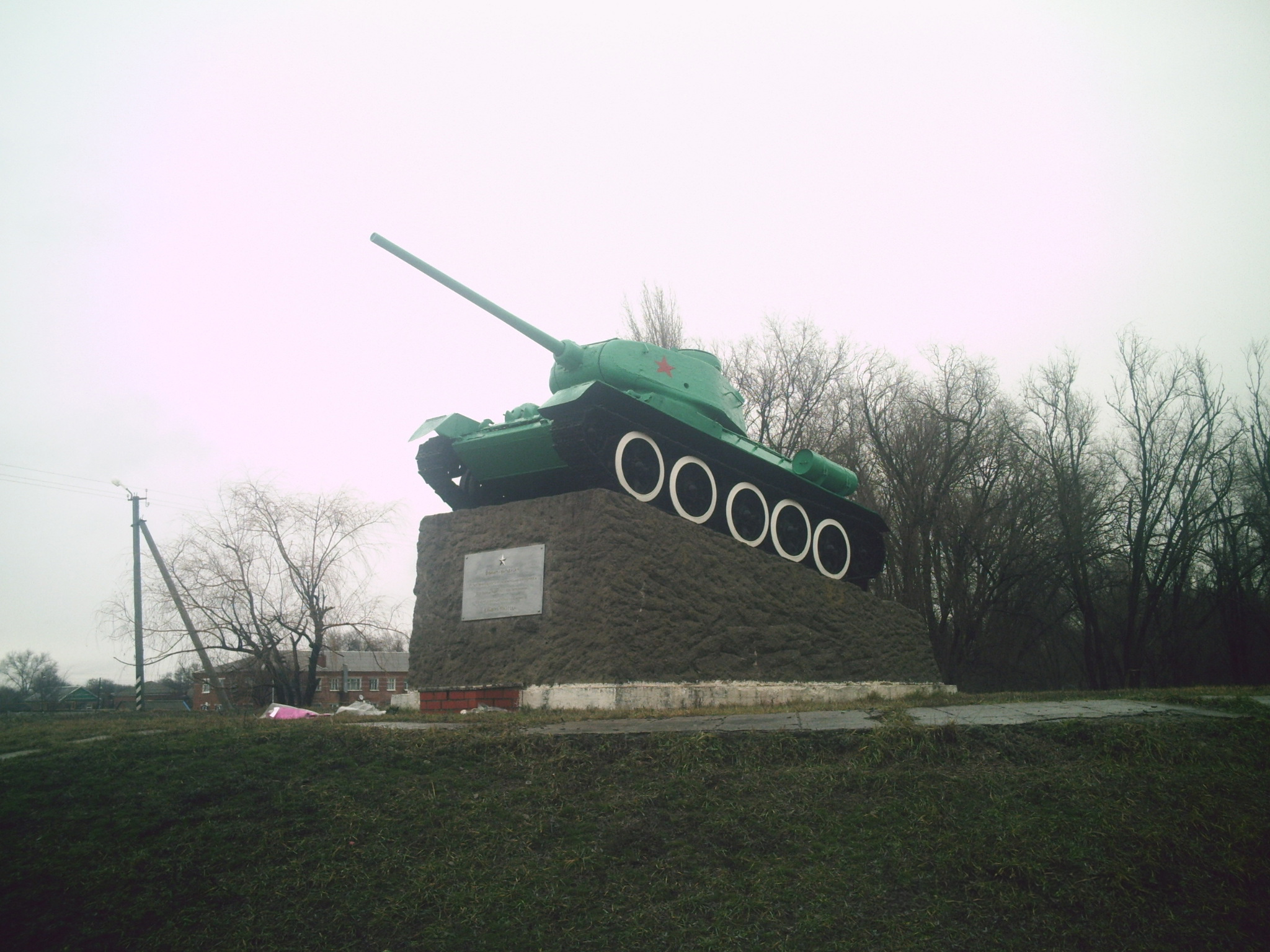
Monument à T-34-85
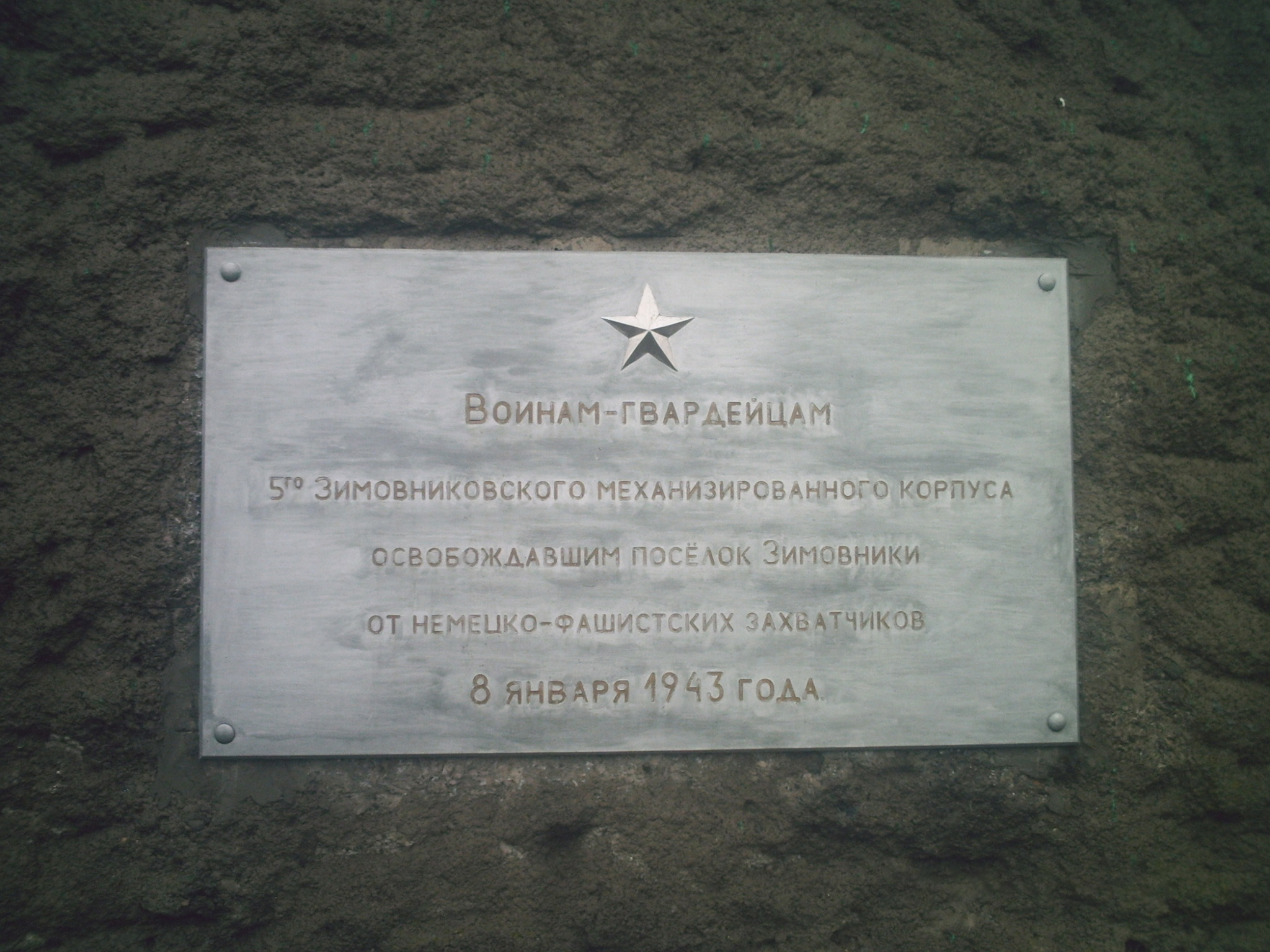
Plaque commémorative dédiée aux soldats du 5th Guard Mechanized Corps

1. ↑  История Зимовниковского района
2. ↑  Поселенные итоги переписи 1926 года по Северо-Кавказскому краю. Ростов-на-Дону. 1929. с.230
3. ↑  Демоскоп Weekly - Приложение.